# Pollux : Le Manège enchanté
Pour plus de détails, voir Fiche technique et Distribution.
Pollux : Le Manège enchanté est un film d’animation en images de synthèse français sorti en 2005 au cinéma, réalisé par Action Synthèse.

## Synopsis
Une belle journée commence au Bois-Joli, un monde imaginaire protégé par la magie du Manège enchanté et du bienveillant Zébulon. Y vivent Ambroise, l’escargot savant, Azalée, une vache à pois roses et au caractère de diva exubérante, Flappy, un lapin sympathique et narcoleptique ainsi que Pollux, un chien à la grosse fourrure soyeuse et au caractère bien trempé dont les deux passions dans la vie sont les sucreries et sa meilleure amie Margote.
Pollux génère involontairement une catastrophe dans le monde paisible et joyeux du Bois-Joli : sa gourmandise le conduit à libérer par mégarde le terrible Zabadie, un sorcier démoniaque maintenu captif sous le Manège enchanté depuis une lointaine époque glaciaire. Celui-ci utilise immédiatement ses pouvoirs pour ensevelir le Bois-Joli sous la glace, emprisonnant Margotte, Père Pivoine, Basile et Coralie, à l’intérieur du Manège.
Zabadie s’attèle ensuite à son objectif ultime : réunir en trois jours les trois diamants qui lui permettront de geler le soleil et le reste du Monde pour toujours. Pollux et ses amis doivent récupérer les trois diamants avant le sorcier et le ramener dans sa prison au plus vite. Sans hésiter, les compagnons entament un voyage semé d’embûches à bord du petit train magique du Bois-Joli.

## Personnages
- Pollux : Lhassa Apso gourmand, ingénieux et parfois grognon ;
- Margote : petite fille douce, sage et généreuse ; elle est la meilleure amie de Pollux ;
- Zébulon : petit sorcier monté sur ressort, il est gardien du Manège enchanté et du Bois-Joli ;
- Azalée : vache à la voix puissante et au caractère de diva d’opéra ;
- Ambroise : escargot intellectuel et collectionneur, il est secrètement amoureux d’Azalée ;
- Flappy : lapin narcoleptique qui aime jouer de la guitare ;
- Basile et Coralie : copains de Margote ;
- le père Pivoine : mécanicien du Manège enchanté ;
- Zabadie : méchant magicien aux ambitions destructrices ;
- Sam : soldat en bois animé par Zabadie pour le servir ;
- Le Train : petit train animé qui s’exprime par des expressions et des sifflements.

## Fiche technique
- Titre français : Pollux: Le Manège Enchanté
- Réalisation : Jean Duval, Dave Borthwick, Frank Passingham
- Scénario : Paul Bassett Davies (en), Stéphane Sanoussi et Raoff Sanoussi d'après la série télévisée Le Manège enchanté de Serge Danot
- Dialogues : Tad Safran
- Direction artistique : Lilian Fuentefria
- Animation : Frédéric Bonometti
- Montage : Mathieu Morfin
- Musique : Mark Thomas
  - Chansons : Henri Salvador, Lydia Martinico, Andrea Remanda, J.-Y. D’Angelo, Dominique Bertram, D. Cravic, Christophe Deschamps, Ray Davies, Edward Kassner
  - Direction musicale : Lydia Martinico
- Production : Laurent Rodon, Pascal Rodon, Claude Gorsky
  - Co-production : François Ivernel, Jake Eberts, Cameron McCracken, Jill Sinclair
  - Production associée : Léonard Glowinski, Vertigo Productions, Linda Marks, Bruce Higham, Andy Leighton
- Sociétés de production : Films Action
- Sociétés de distribution : Pathé, Alliance Atlantis Vivafilm
- Budget : 18 M€
- Pays :  France
- Langues : Français
- Genre  : animation 3D (images de synthèse)
- Format : couleur - 35mm - 1,66:1 - Dolby Digital
- Durée : 82 minutes
- Classification : tous publics
- Dates de sortie :
  - France : 2 février 2005
  - Québec : 24 février 2006

## Distribution

### Voix françaises
- Henri Salvador : Pollux, le Chien
- Vanessa Paradis : Margotte, la meilleure amie de Pollux
- Dany Boon : Ambroise, l’escargot
- Michel Galabru : Zabadie, le Sorcier
- Gérard Jugnot : Sam, le soldat de bois
- Valérie Lemercier : Azalée, la Vache
- Eddy Mitchell : Flappy, le Lapin
- Élie Semoun : Zébulon, le Magicien

## Production
La série télévisée d'animation en volume ou stop motion de Serge Danot comporte plus de 750 épisodes réalisés entre 1964 et 1995
Après 10 ans d'absence des écrans, le studio Action Synthèse décide de porter pour la deuxième fois au cinéma l’univers des habitants du Bois-Joli (la première datant de 1970 avec Pollux et le Chat bleu réalisé par Danot). Avec l'appui de Martine Danot, veuve du créateur, le studio marseillais développe entre 2000 et 2001 le scénario et les nouveaux designs des personnages, rejoints en 2002 par Pathé UK, qui devient coproducteur et distributeur du film.
Le film met pour la deuxième fois en scène un méchant dans l'univers du Bois-Joli : Zabadie, le double maléfique de Zébulon. Zébulon se sert de sa magie dans le film pour se défendre des attaques de Zabadie et détruire la glace, alors que dans la série, il sert essentiellement de « Deus ex machina » pour permettre à Margote de rejoindre Pollux au pays du Bois-Joli au début de l'épisode et aux différents protagonistes de résoudre leurs petits tracas à la fin.

## Box-office
Sorti en salles en février 2005 le film a réalisé 950 000 entrées en France pour 600 copies. Au Royaume-Uni, il a rapporté 10,27 millions d’euros au box office, devenant le plus gros succès français outre-manche pour l’année 2005. Il a connu une audience de 30,4 % sur la cible des 4-15 ans lors de sa diffusion sur BBC1 en 2007. Il a également été distribué en Espagne, Portugal, Hongrie, Pologne, République Tchèque, Slovaquie, Pays-Bas et Russie.
| Pays ou région      | Box-office        |
| ------------------- | ----------------- |
| France              | 905 664 entrées   |
| Royaume-Uni Irlande | 1 273 412 entrées |
| Espagne             | 200 832 entrées   |
| Pologne             | 58 238 entrées    |
| République tchèque  | 46 315 entrées    |
| Portugal            | 32 744 entrées    |
| Slovaquie           | 30 733 entrées    |
| Total hors France   | 1 300 000 entrées |
| Total Monde         | 2 205 664 entrées |

## Adaptation américaine
Doogal est l'adaptation américaine de Pollux : Le Manège enchanté.

### Fiche technique
- Titre original : Doogal (États-Unis)
- Réalisation : Jean Duval, Dave Borthwick, Frank Passingham
- Scénario : Paul Bassett Davies (en), Stéphane Sanoussi et Raoff Sanoussi d'après la série télévisée Le Manège enchanté de Serge Danot
- Dialogues : Tad Safran
- Direction artistique : Lilian Fuentefria
- Animation : Frédéric Bonometti
- Montage : Mathieu Morfin
- Musique : Mark Thomas
  - Chansons : Henri Salvador, Lydia Martinico, Andrea Remanda, J.-Y. D’Angelo, Dominique Bertram, D. Cravic, Christophe Deschamps, Ray Davies, Edward Kassner
  - Direction musicale : Lydia Martinico
- Production : Laurent Rodon, Pascal Rodon, Claude Gorsky
  - Co-production : François Ivernel, Jake Eberts, Cameron McCracken, Jill Sinclair
  - Production associée : Léonard Glowinski, Vertigo Productions, Linda Marks, Bruce Higham, Andy Leighton
- Sociétés de production : Films Action, SPZ Entertainment, Bolex Brothers
- Sociétés de distribution : The Weinstein Company
- Budget : 18 M€
- Pays :  États-Unis
- Langues : Anglais
- Genre : Animation 3D (images de synthèse)
- Format : couleur - 35mm - 1,66:1 - Dolby Digital
- Durée : 78 minutes
- Classification : tous publics
- Dates de sortie :
  - États-Unis : 24 février 2006

### Distribution
- Daniel Tay : Doogal (Pollux)
- Kylie Minogue : Florence (Margote)
- William H. Macy : Brian (Ambroise)
- Jon Stewart : Zeebad (Zabadie)
- Bill Hader : Soldier Sam (Soladt Sam)
- Whoopi Goldberg : Ermintrude (Azalée)
- Jimmy Fallon : Dylan (Flappy)
- Ian McKellen : Zeebede (Zébulon)
- Eric Robinson : Basil (Basile)
- Heidi Brook Myers : Coral (Coralie)
- Cory Edwards : Mr. Rusty (Père Pivoine), Skeleton Guards (Les squelettes)
- John Krasinski : Mr. Grimsdale (Mr Jouvence), Skeleton Guards (Les squelettes)
- Kevin Smith : Moose (l'Élan)
- Judi Dench : Narrator (Narratrice)

### Accueil
Sorti l'année suivante aux États-Unis sous le titre Doogal, il constitue avec 2 300 copies une des plus grosses sorties pour un film français sur le territoire américain. Le distributeur américain, Harvey Weinstein, estimant que les voix anglaises n'étaient pas adaptées au public américain, a non seulement fait réenregistrer la plupart des rôles par d'autres acteurs mais a également confié la réécriture des dialogues et le remontage du film aux auteurs de La Véritable Histoire du Petit Chaperon rouge.
Éreinté par les critiques et mal noté par les spectateurs, voire considéré comme un des « pires films d'animation de tous les temps », le film a toutefois engrangé 7 millions de dollars et a écoulé un million en DVD[réf. nécessaire].
En 2017, le scénariste et producteur exécutif de la version américaine Butch Hartman a révélé dans une interview, à la suite du scandale Weinstein, que le film était à l'origine censé inclure une partie live similaire à Princess Bride, mais que celle-ci avait été abandonnée en raison de coupes budgétaires et remplacée par la narration de Judi Dench. De plus, l'affiche du film mentionnait son nom et celui de sa société de production Billionfold jusqu'à ce qu'ils soient supprimés - pour des questions de droits d'auteur - au profit des sociétés de production Pathé et Action Synthèse. Il a également affirmé que seul 3% de son script original avait été conservé dans le montage final après sa réécriture sans son consentement par Harvey Weinstein et sa société de distribution et de production The Weinstein Company, avec un scénario de Cory Edwards, co-directeur de La Véritable Histoire du Petit Chaperon rouge.